# لغة صناعية
اللغة الصناعية (بالإنجليزية: Artificial Language)‏ هي لغة يقوم بعملها شخص أو مجموعة أشخاص لهدف معين، وعلى العادة لا تستطيع اللغة الطبيعية الوصول إلى هذا الهدف. يمكن أن تنشأ هذه اللغة على مفردات لغوية موجودة في اللغة الطبيعية أو يمكن إنشاء مفردات جديدة لها.
ومن أمثلة اللغات الفنية، اللغات المصطنعة واللغات الشكلية ولغات برمجة الحاسوب.

## اقرأ أيضا
- تمثيل المعرفة